# 은풍면
은풍면(殷豊面)은 대한민국 경상북도 예천군의 면이다. 넓이는 34.46km2이고, 인구는 2014년 12월 31일 기준으로 1,498명이다. 본래 하리면이었으나 2016년 2월 1일부터 은풍면으로 변경되었다.

## 연혁
- 658년 : 적아현에 속함. (신라 무열왕 5년)
- 757년 : 예천군 은정현에 속함. (신라 경덕왕 16년)
- 고려시대 초 : 은풍현으로 고침.
- 1018년 : 안동군에 예속됨. (고려 현종 9년)
- 1895년 5월 26일 : 은풍현이 폐지되고 풍기군 하리면이 됨
- 1914년 : 부군현 통폐합으로 영주군 하리면이 됨
- 1923년 : 예천군에 편입됨
- 2016년 2월 1일 : 하리면에서 은풍면으로 변경.[2]

## 행정 구역
| 법정리 | 행정리                    | 비고                   |
| ------ | ------------------------- | ---------------------- |
| 금곡리 | 금곡1리, 금곡2리          |                        |
| 동사리 | 동사리                    |                        |
| 부초리 | 부초리                    |                        |
| 송월리 | 송월리                    |                        |
| 시항리 | 시항리                    |                        |
| 오류리 | 오류1리, 오류2리          |                        |
| 우곡리 | 우곡1리, 우곡2리, 우곡3리 | 면 행정복지센터 소재지 |
| 율곡리 | 율곡리                    |                        |
| 은산리 | 은산1리, 은산2리          |                        |
| 탑리   | 탑1리, 탑2리              |                        |

## 교육 기관
- 은풍초등학교 병설유치원
- 은풍초등학교
- 은풍중학교

## 출신인물
- 김범일-31,32대(민선4,5기) 대구광역시장